# Never Ending Tour 2002
Never Ending Tour 2002 es el decimoquinto año de la gira Never Ending Tour, una gira musical del músico estadounidense Bob Dylan realizada de forma casi ininterrumpida desde el 7 de junio de 1988.

## Trasfondo
El decimoquinto año de la gira Never Ending Tour comenzó en Florida, donde Dylan no había tocado desde septiembre de 1999. La etapa norteamerican continuó con conciertos en Estados sureños de los Estados Unidos.
A continuación, la gira se trasladó a Europa, donde Dylan ofreció veintisiete conciertos en doce países, incluyendo nueve en Alemania y siete en Inglaterra. Después de tocar en Europa, Dylan volvió a Norteamérica, donde tocó en Canadá y en los Estados Unidos. Durante la etapa de la gira, Dylan volvió a tocar en el Festival de Folk de Newport, después de su último concierto en el festival en julio de 1965.
Después de completar su gira norteamericana, Dylan ofreció una cuarta etapa de conciertos en el país que comenzó en Seattle (Washington) el 4 de octubre y que terminó el 22 de noviembre en Fairfax (Virginia). Tras el concierto en Fairfax, el guitarrista Charlie Sexton abandonó el grupo. Sexton volvió a tocar en la banda de Dylan a partir del verano de 2009.

## Conciertos
| Fecha                   | Ciudad           | País           | Escenario                                |
| ----------------------- | ---------------- | -------------- | ---------------------------------------- |
| Norteamérica            |                  |                |                                          |
| 31 de enero de 2002     | Orlando          | Estados Unidos | TD Waterhouse Centre                     |
| 1 de febrero de 2002    | Sunrise          | Estados Unidos | National Car Rental Center               |
| 2 de febrero de 2002    | Tampa            | Estados Unidos | St. Pete Times Forum                     |
| 5 de febrero de 2002    | Jacksonville     | Estados Unidos | Jacksonville Memorial Coliseum           |
| 6 de febrero de 2002    | North Charleston | Estados Unidos | North Charleston Coliseum                |
| 8 de febrero de 2002    | Winston-Salem    | Estados Unidos | Lawrence Joel Veterans Memorial Coliseum |
| 9 de febrero de 2002    | Atlanta          | Estados Unidos | Philips Arena                            |
| 10 de febrero de 2002   | Charlotte        | Estados Unidos | Cricket Arena                            |
| 11 de febrero de 2002   | Charleston       | Estados Unidos | Charleston Civic Center                  |
| 13 de febrero de 2002   | Greenville       | Estados Unidos | BI-LO Center                             |
| 15 de febrero de 2002   | Augusta          | Estados Unidos | James Brown Arena                        |
| 16 de febrero de 2002   | Birmingham       | Estados Unidos | Birmingham–Jefferson Convention Complex  |
| 17 de febrero de 2002   | New Orleans      | Estados Unidos | Lakefront Arena                          |
| 18 de febrero de 2002   | Tupelo           | Estados Unidos | BancorpSouth Center                      |
| 20 de febrero de 2002   | Houston          | Estados Unidos | Reliant Astrodome                        |
| 22 de febrero de 2002   | Dallas           | Estados Unidos | Reunion Arena                            |
| 23 de febrero de 2002   | Bossier City     | Estados Unidos | CenturyTel Center                        |
| 24 de febrero de 2002   | Austin           | Estados Unidos | Frank Erwin Center                       |
| Europa                  |                  |                |                                          |
| 5 de abril de 2002      | Estocolmo        | Suecia         | Globe Arena                              |
| 7 de abril de 2002      | Oslo             | Noruega        | Oslo Spektrum                            |
| 8 de abril de 2002      | Copenhague       | Dinamarca      | Forum Copenhagen                         |
| 9 de abril de 2002      | Hamburgo         | Alemania       | Alsterdorfer Sporthalle                  |
| 11 de abril de 2002     | Berlín           | Alemania       | Treptow Arena                            |
| 12 de abril de 2002     | Leipzig          | Alemania       | Gewandhaus                               |
| 13 de abril de 2002     | Hanover          | Alemania       | TUI Arena                                |
| 15 de abril de 2002     | Frankfurt        | Alemania       | Jahrhunderthalle                         |
| 16 de abril de 2002     | Stuttgart        | Alemania       | Schleyerhalle                            |
| 17 de abril de 2002     | Munich           | Alemania       | Olympiahalle                             |
| 19 de abril de 2002     | Rávena           | Italia         | Palazzo Mauro de André                   |
| 20 de abril de 2002     | Milán            | Italia         | Mediolanum Forum                         |
| 21 de abril de 2002     | Zúrich           | Suiza          | Hallenstadion                            |
| 23 de abril de 2002     | Innsbruck        | Austria        | Messehalle                               |
| 24 de abril de 2002     | Núremberg        | Alemania       | Frankenhalle                             |
| 25 de abril de 2002     | Strasbourg       | Francia        | Rhenus Sport                             |
| 27 de abril de 2002     | Oberhausen       | Alemania       | König Pilsener Arena                     |
| 28 de abril de 2002     | Brussels         | Belgium        | Forest National                          |
| 29 de abril de 2002     | París            | Francia        | Zénith de Paris                          |
| 30 de abril de 2002     | París            | Francia        | Zénith de Paris                          |
| 2 de mayo de 2002       | Róterdam         | Netherlands    | Ahoy Rotterdam                           |
| 4 de mayo de 2002       | Brighton         | Inglaterra     | Brighton Centre                          |
| 5 de mayo de 2002       | Bournemouth      | Inglaterra     | Bournemouth International Centre         |
| 6 de mayo de 2002       | Cardiff          | Gales          | Cardiff International Arena              |
| 8 de mayo de 2002       | Newcastle        | Inglaterra     | Metro Radio Arena                        |
| 9 de mayo de 2002       | Manchester       | Inglaterra     | Manchester Evening News Arena            |
| 10 de mayo de 2002      | Birmingham       | Inglaterra     | National Exhibition Centre               |
| 11 de mayo de 2002      | Londres          | Inglaterra     | London Arena                             |
| 12 de mayo de 2002      | Londres          | Inglaterra     | London Arena                             |
| Norteamérica            |                  |                |                                          |
| 2 de agosto de 2002     | Worcester        | Estados Unidos | Worcester Palladium                      |
| 3 de agosto de 2002     | Newport          | Estados Unidos | Fort Adams State Park                    |
| 4 de agosto de 2002     | Augusta          | Estados Unidos | Augusta Civic Center                     |
| 6 de agosto de 2002     | Halifax          | Canadá         | Halifax Metro Centre                     |
| 8 de agosto de 2002     | Moncton          | Canadá         | Moncton Coliseum                         |
| 9 de agosto de 2002     | Saint John       | Canadá         | Harbour Station                          |
| 10 de agosto de 2002    | Quebec City      | Canadá         | L'Agora du Vieux Port                    |
| 12 de agosto de 2002    | Montreal         | Canadá         | Molson Centre                            |
| 13 de agosto de 2002    | Ottawa           | Canadá         | Corel Centre                             |
| 15 de agosto de 2002    | Hamburg          | Estados Unidos | Grand Stand                              |
| 16 de agosto de 2002    | Toronto          | Canadá         | Molson Amphitheatre                      |
| 18 de agosto de 2002    | Baltimore        | Estados Unidos | Pimlico Race Course                      |
| 19 de agosto de 2002    | Southampton      | Estados Unidos | Southampton College                      |
| 21 de agosto de 2002    | Omaha            | Estados Unidos | Omaha Civic Auditorium                   |
| 22 de agosto de 2002    | Sioux Falls      | Estados Unidos | Sioux Falls Stadium                      |
| 23 de agosto de 2002    | Fargo            | Estados Unidos | Newman Outdoor Field                     |
| 24 de agosto de 2002    | Winnipeg         | Canadá         | Winnipeg Arena                           |
| 26 de agosto de 2002    | Saskatoon        | Canadá         | Saskatchewan Place                       |
| 27 de agosto de 2002    | Edmonton         | Canadá         | Skyreach Centre                          |
| 28 de agosto de 2002    | Calgary          | Canadá         | Pengrowth Saddledome                     |
| 30 de agosto de 2002    | Park City        | Estados Unidos | Deer Valley Outdoor Amphitheatre         |
| 31 de agosto de 2002    | Grand Junction   | Estados Unidos | Mesa County Fairgrounds                  |
| 1 de septiembre de 2002 | Aspen            | Estados Unidos | Buttermilk Mountain                      |
| Norteamérica            |                  |                |                                          |
| 4 de octubre de 2002    | Seattle          | Estados Unidos | KeyArena                                 |
| 5 de octubre de 2002    | Eugene           | Estados Unidos | McArthur Court                           |
| 7 de octubre de 2002    | Red Bluff        | Estados Unidos | Pauline Davis Pavilion                   |
| 8 de octubre de 2002    | Sacramento       | Estados Unidos | Sacramento Convention Center Complex     |
| 9 de octubre de 2002    | Sacramento       | Estados Unidos | Sacramento Convention Center Complex     |
| 11 de octubre de 2002   | Berkeley         | Estados Unidos | Hearst Greek Theatre                     |
| 12 de octubre de 2002   | Berkeley         | Estados Unidos | Hearst Greek Theatre                     |
| 13 de octubre de 2002   | Stateline        | Estados Unidos | Harrah's Lake Tahoe                      |
| 15 de octubre de 2002   | Los Ángeles      | Estados Unidos | Wiltern Theatre                          |
| 16 de octubre de 2002   | Los Ángeles      | Estados Unidos | Wiltern Theatre                          |
| 17 de octubre de 2002   | Los Ángeles      | Estados Unidos | Wiltern Theatre                          |
| 19 de octubre de 2002   | San Diego        | Estados Unidos | San Diego State University               |
| 20 de octubre de 2002   | Paradise         | Estados Unidos | The Joint                                |
| 21 de octubre de 2002   | Phoenix          | Estados Unidos | Arizona Veterans Memorial Coliseum       |
| 23 de octubre de 2002   | Tucson           | Estados Unidos | Valencia Tori Amphitheater               |
| 25 de octubre de 2002   | Bernalillo       | Estados Unidos | Santa Ana Events Center                  |
| 26 de octubre de 2002   | Denver           | Estados Unidos | Pepsi Center                             |
| 28 de octubre de 2002   | Kansas City      | Estados Unidos | Uptown Theatre                           |
| 29 de octubre de 2002   | Ames             | Estados Unidos | Hilton Coliseum                          |
| 30 de octubre de 2002   | Saint Paul       | Estados Unidos | Xcel Energy Center                       |
| 1 de noviembre de 2002  | Rosemont         | Estados Unidos | Allstate Arena                           |
| 2 de noviembre de 2002  | Trotwood         | Estados Unidos | Hara Arena                               |
| 3 de noviembre de 2002  | Kent             | Estados Unidos | Memorial Athletic and Convocation Center |
| 5 de noviembre de 2002  | Indianapolis     | Estados Unidos | Murat Theater                            |
| 7 de noviembre de 2002  | Ann Arbor        | Estados Unidos | Crisler Arena                            |
| 8 de noviembre de 2002  | Pittsburgh       | Estados Unidos | AJ Palumbo Center                        |
| 9 de noviembre de 2002  | Elmira           | Estados Unidos | First Arena                              |
| 11 de noviembre de 2002 | Nueva York       | Estados Unidos | Madison Square Garden                    |
| 13 de noviembre de 2002 | Nueva York       | Estados Unidos | Madison Square Garden                    |
| 15 de noviembre de 2002 | Filadelfia       | Estados Unidos | First Union Center                       |
| 16 de noviembre de 2002 | Boston           | Estados Unidos | FleetCenter                              |
| 17 de noviembre de 2002 | Hartford         | Estados Unidos | XL Center                                |
| 20 de noviembre de 2002 | Kingston         | Estados Unidos | Ryan Center                              |
| 21 de noviembre de 2002 | Wilkes-Barre     | Estados Unidos | First Union Arena                        |
| 22 de noviembre de 2002 | Fairfax          | Estados Unidos | Patriot Center                           |